# 波多野稙通
波多野稙通（1496年－1545年）是日本戰國時代武將。丹波的國人波多野氏當主。波多野秀長之子。弟弟有柳本賢治、香西元盛。兒子有波多野晴通。

## 簡歷
稙通是支配西丹波的國人，被讚譽為智勇兼備的名將，八上城的築城者，後來更逐漸支配丹波的國人，大永6年（1526年），弟弟元盛在與細川尹賢鬥爭時被殺害，之後與另一個弟弟賢治一同蜂起，把細川氏勢力從丹波驅逐並統一丹波。當時與三好元長等一同討伐幕府的中心細川高國而進身為戰國大名。這個實力亦被討伐高國（桂川原之戰）而握有政權的細川晴元承認，被列為室町幕府的評定眾。

## 出典
- 渡邊大門「波多野氏の丹波国支配をめぐって―天文・永禄年間を中心に―」（『鷹陵史学』37号、2011年）